# Thomas Antretter
Thomas Antretter (* 27. November 1967 in Wien) ist ein österreichischer Ingenieur und Hochschullehrer. Seit 1. Dezember 2009 ist er Professor für Mechanik an der Montanuniversität Leoben.

## Leben
Thomas Antretter wurde am 27. November 1967 in Wien geboren und wuchs an der Seite seines Bruders Norbert in Purkersdorf in der Wienerwald-Region, wo er auch seine anfängliche Schulbildung erhielt, auf. Nach der Matura, die er mit Auszeichnung abgeschlossen hatte, absolvierte er von 1987 bis 1993 ein Studium des allgemeinen Maschinenbaus an der Technischen Universität Wien. Danach war er von August 1993 bis Dezember 1994 als Software Engineer und Programmierer bei der Enter Software, Inc. in Menlo Park im US-Bundesstaat Kalifornien tätig, ehe er im März 1995 auf Vermittlung seines einstigen Diplomarbeitsbetreuers Franz G. Rammerstorfer sein Doktoratsstudium am Christian-Doppler-Laboratorium für Mikromechanik der Werkstoffe an der Montanuniversität Leoben begann. Dieses Studium schloss er im April 1998 mit Auszeichnung ab und erhielt im darauffolgenden Jahr für seine Dissertation Micromechanical Modeling of High Speed Tool Steel den Josef-Krainer-Förderpreis. Ab September 1998 besetzte Antretter die eben erst freigewordene Stelle als Universitätsassistent am Institut für Mechanik der Montanuniversität Leoben.
Noch im gleichen Jahr begann er mit seiner Habilitation, die er im März 2004 mit der Arbeit Numerische Untersuchung der martensitischen Umwandlung in Stählen im Fachgebiet Werkstoffmechanik an der Montanuni abschloss. In weiterer Folge trat er als Dozent bzw. außerordentlicher Universitätsprofessor für Mechanik in Erscheinung, wobei er sich vor allem mit den Themen Festigkeit und Bruch von Stählen in der Werkzeuganwendung auseinandersetzte. In beiden Bereichen galt er noch früh in seiner Hochschullaufbahn als international beachtet. Am 18. März 2005 wurde er für seine Bemühungen in der Mechanik vom Steirischen Gedenkwerk mit dem Josef-Krainer-Würdigungspreis ausgezeichnet. Vom Adolf-Martens-Fonds e.V. wurde er am 6. April 2006 mit dem Adolf-Martens-Preis, der alle zwei Jahre an Förderer der Werkstoffwissenschaften, der Materialforschung und -prüfung, sowie der Sicherheitstechnik verliehen wird, ausgezeichnet.
Nachdem er bereits seit 1998 die Mechanik-Festigkeitslehre und Finite-Elemente-Ausbildung am Institut für Mechanik betreut hatte und danach als Dozent bzw. außerordentlicher Universitätsprofessor in Erscheinung getreten war, übernahm Antretter am 1. Dezember 2009 die Professur für Mechanik an der Montanuniversität Leoben. Am 17. Oktober 2014 wurde ihm von der Österreichischen Hochschülerinnen- und Hochschülerschaft der Montanuniversität Leoben der Preis für exzellente Lehre verliehen. Bis dato (Stand: 11. Mai 2019) betreute er von 2009 bis 2019 54 Abschlussarbeiten und war seit 1996 an 181 Publikationen beteiligt. Weiters tritt er als stellvertretender Studiendekan hinter dem gebürtigen Südtiroler Oskar Paris in Erscheinung (seit 1. Oktober 2017), ist ein Ersatzmitglied im Senat der Montanuniversität, sowie Leiter des Doktoratsstudiums und ist in der Stellvertretung des Professorenverbandes tätig.
Neben seiner akademischen Laufbahn tritt der hobbymäßige Motorradfahrer und Mountainbiker auch als international tätiger Schiedsrichter im Floorball in Erscheinung. Als solcher leitete er bereits unzählige Länderspiele auf Junioren- und Seniorenebene, sowohl im Herren-, als auch im Damenbereich, und war bei den verschiedensten internationalen Turnieren im Einsatz. Davor war er auch als Floorballspieler erfolgreich.

## Ehrungen
- 1999: Josef-Krainer-Förderpreis
- 2005: Josef-Krainer-Würdigungspreis
- 2006: Adolf-Martens-Preis
- 2014: Preis für exzellente Lehre von der Österreichischen Hochschülerinnen- und Hochschülerschaft der Montanuniversität Leoben